# Nunatsiavummiut
Inuttitut, inuttut, o nunatsiavummiutitut  es un dialecto de inuktitut. Los inuit lo hablan en el norte de Labrador, en cuyas tierras tradicionales que se conocen como Nunatsiavut.
La lengua tiene un sistema de escritura distinto, basado en el alfabeto latino en vez del silabario inuktitut, creado en Groenlandia en la década de 1760 por misioneros alemanes de la Iglesia Morava.

## Alfabeto
Nunatsiavummiut utiliza un alfabeto latino ideado por misioneros moravos de habla alemana, aunque con algunos cambios ortográficos como la adición de la letra ĸ ( kra, a menudo escrita con una K mayúscula). En 1980, el Sistema de Escritura Estandarizado Inuit de Labrador se desarrolló durante una reunión con ancianos y educadores para brindar consistencia y claridad. La ortografía anterior usaba ⟨o⟩ para representar /u/ antes de úvulas; sin embargo, el nunatsiavummiut de Labrador ya no tiene una /q/ distinta al final de las sílabas. En la nueva ortografía, ⟨o⟩ representa /uu/ .
| Letras mayúsculas | Letras mayúsculas | Letras mayúsculas | Letras mayúsculas | Letras mayúsculas | Letras mayúsculas | Letras mayúsculas | Letras mayúsculas | Letras mayúsculas | Letras mayúsculas | Letras mayúsculas | Letras mayúsculas | Letras mayúsculas | Letras mayúsculas | Letras mayúsculas | Letras mayúsculas | Letras mayúsculas | Letras mayúsculas | Letras mayúsculas | Letras mayúsculas | Letras mayúsculas |
| ----------------- | ----------------- | ----------------- | ----------------- | ----------------- | ----------------- | ----------------- | ----------------- | ----------------- | ----------------- | ----------------- | ----------------- | ----------------- | ----------------- | ----------------- | ----------------- | ----------------- | ----------------- | ----------------- | ----------------- | ----------------- |
| Â                 | A                 | E                 | F                 | G                 | H                 | I                 | J                 | K                 | K'                | L                 | M                 | N                 | O                 | P                 | R                 | S                 | T                 | U                 | V                 | W                 |
| Letras minúsculas |                   |                   |                   |                   |                   |                   |                   |                   |                   |                   |                   |                   |                   |                   |                   |                   |                   |                   |                   |                   |
| â                 | a                 | e                 | f                 | g                 | h                 | i                 | j                 | k                 | ĸ                 | l                 | m                 | n                 | o                 | p                 | r                 | s                 | t                 | u                 | v                 | w                 |

La diferencia principal con la ortografía latina utilizada para otros dialectos inuktitut son las siguientes letras:
- /aː/ â = aa
- /iː/ e = ii
- /uː/ o = uu
- /χ/ ĸ = q
- /ŋŋ/ ng, n̲g̲ o ngng = nng

## Comparación de vocabulario
La comparación de algunos nombres de animales en los dos dialectos de inuktitut :
| Inuktitut           | Inutilidad  | significado        |
| ------------------- | ----------- | ------------------ |
| siksik ᓯᒃᓯᒃ         | sitsik      | ardilla terrestre  |
| qugjuk ᖃᒡᔪᒃ         | ĸutjuk      | cisne de la tundra |
| aarluk ᐋᕐᓗᒃ         | âlluk       | orca               |
| amaruq ᐊᒪᕈᖅ         | amaguk      | lobo gris          |
| isunngaq ᐃᓱᙵᖅ       | isungak     | pomarina jaeger    |
| kanguq ᑲᖑᖅ          | kangak      | ganso de nieve     |
| tuktu ᑐᒃᑐ           | tuttuk      | caribú             |
| tiriganniaq ᑎᕆᒐᓐᓂᐊᖅ | tigiganniak | zorro ártico       |
| umingmak ᐅᒥᖕᒪᒃ      | umimmak     | buey almizclero    |